# 房前駅
房前駅（ふさざきえき）は、香川県高松市牟礼町原にある高松琴平電気鉄道志度線の駅である。駅番号はS13。

## 駅構造
単式ホーム1面1線を有する地上駅。急カーブの途中にあり、ホームも琴電志度へ向かって大きく左に曲がっている。かつては相対式ホーム2面2線を有する構造で、ホームの遺構が北側に残る。無人駅。

### 直前駅出発通知
志度方面からの電車が直前の駅である原を発車すると、『次の電車は原を発車しました』との表示が､また瓦町方面からの電車が塩屋を発車すると『次の電車は塩屋を発車しました』と電光掲示で通知する。駅名の部分だけ光る。

## 利用状況
1日の平均乗降人員は以下の通りである。
| 1日乗降人員推移 | 1日乗降人員推移 |
| 年度            | 1日平均人数     |
| --------------- | --------------- |
| 2011年          | 89              |
| 2012年          | 83              |
| 2013年          | 83              |
| 2014年          | 83              |
| 2015年          | 68              |
| 2016年          | 85              |
| 2017年          | 92              |
| 2018年          | 99              |

## 駅周辺
- 房前の鼻
瓦町側の隣の駅である塩屋駅との間は、志度線が志度湾に沿って急カーブで抜ける景勝地で、琴電撮影の名所となっている。
- 道の駅源平の里むれ
- 国道11号
- 香川県道38号三木牟礼線

## 歴史
- 1911年（明治44年）11月18日 - 東讃電気軌道の駅として開業。
- 1916年（大正5年）12月25日 - 会社合併により四国水力電気の駅となる。
- 1942年（昭和17年）4月30日 - 事業譲渡により讃岐電鉄の駅となる。
- 1943年（昭和18年）11月1日 - 高松琴平電気鉄道志度線の駅となる。
- 1945年（昭和20年）1月26日 - 志度線の八栗駅・琴電志度駅間が不要不急線として休止になる。
- 1949年（昭和24年）10月9日 - 八栗・琴電志度間の運行再開により営業を再開 。
- 1967年（昭和42年） - 交換設備が廃止され、1面1線のホームになる[2]。
- 2003年（平成15年）3月5日 - 駅構内で脱線事故が発生[2]。

### 脱線事故
2003年3月5日（水）、瓦町発・琴電志度行き下り第1017列車（3両編成）が当駅構内で脱線事故を起こした。事故列車は午前9時10分頃、当駅ホーム端手前約15ｍ付近の右カーブで1両目の右後輪が脱輪。その後反動で後台車の前軸が左にはみ出す形で脱線した。その瞬間、運転士はガタガタという異常な振動を感知したため、常用ブレーキを使用して停止している。この際、非常ブレーキを作動させなかったのは停止に急激に力を加えると一層異常が増幅されると運転士が判断したためであった。
脱線の原因はカーブのカントが20km/h以下という現場の速度に対して過大であったことによって、右後輪がその圧に耐えかねたこと、さらに脱線防止レールが現場の状況に適合しておらず機能を発揮しなかったことにあった。発生当初は「せり上がり脱線」と見られていたが、この事故がこの日に起こった原因は最終的に判っていない。
当時列車内には乗務員2名と乗客6名が乗っていたが負傷者はいなかった。この事故で志度線大町-琴電志度間は終日運休し、翌6日の始発から運行を再開した。また、この事故により車輪の直下にあった枕木や当駅ホームの瓦町方の石積が損壊するなどの被害が出た。

## 隣の駅
高松琴平電気鉄道
■志度線
塩屋駅（S12） - （臨）塩屋海水浴場前駅- 房前駅（S13） - 原駅（S14）